# Nisko (Chorwacja)
Nisko – wieś w Chorwacji, w żupanii splicko-dalmatyńskiej, w gminie Klis. W 2011 roku liczyła 244 mieszkańców.